# Банда Рыно — Скачевского
Банда Рыно — Скачевского — группа молодых людей, совершавших нападения на почве расизма. Рыно утверждал, что с августа 2006 года он убил 37 человек, из них около 20 — со своим приятелем Скачевским. В общей сложности доказано совершение 24 убийств участниками банды.

## Обвинение
По версии же следствия, выходило, что летом 2006 года приехавший из Екатеринбурга и поступивший на первый курс Московского художественного училища прикладного искусства Артур Рыно и его приятель, окончивший школу с золотой медалью второкурсник Российского университета физкультуры Павел Скачевский, сколотили группировку для убийств кавказцев и выходцев из Средней Азии, которые, как они считали, «заполонили столицу».— Московский городской суд
В декабре 2008 г. Артур Рыно, учащийся Московского художественного училища прикладного искусства (бывшее училище им. Калинина), и Павел Скачевский, студент Российского госуниверситета физкультуры, получили по десять лет в исправительной колонии общего режима каждый. Суд также взыскал с них 4 миллиона рублей. Таким образом суд полностью удовлетворил два гражданских иска потерпевших на 1 млн руб. и 3 млн руб.
Другие члены группировки также были приговорены к длительным срокам: Роман Кузин — к 20 годам общего режима, Виталий Никитин — к 12 годам строгого режима, Иван Китайкин — к 10 годам строгого режима и Денис Лавриненков — к 6 годам общего режима.
Двое подсудимых — Николай Дагаев и Светлана Аввакумова (защитник — А. В. Васильев) были оправданы.
Поводом к совершению преступлений, по мнению следователей, явилось «стойкое негативное отношение к лицам неславянского происхождения, преимущественно выходцам из бывших союзных республик среднеазиатского и закавказского регионов». Сами подсудимые называли себя «русскими солдатами, которые очищали город от оккупантов».
Приговор лидерам группировки скинхедов Артуру Рыно и Павлу Скачевскому был оглашен 8 апреля 2010 года, судья Мосгорсуда Эдуард Чувашов, вынесший приговор по этому делу, был убит 12 апреля 2010 г.

## Осуждение невиновного
За убийство одной из жертв банды Рыно — Скачевского был осуждён 22-летний житель Москвы Максим Руденко. Будучи невиновным, отсидел в тюрьме 3 года и 2 месяца из назначенного Преображенским районным судом Москвы 14-летнего срока в колонии строгого режима, при том, что Руденко был задержан 7 апреля 2007 года, а Рыно — 17 апреля 2007 года. В качестве основного доказательства вины Максима Руденко были его признательные показания, полученные после 2-часового избиения и пыток, совершённого сотрудниками ОВД «Преображенский». В 2010 году бывший следователь прокуратуры Юрий Сергеевич Рыков, участвовавший в фальсификации доказательств по уголовному делу, был избран мировым судьёй Преображенского районного суда Москвы. Однако после общественной кампании, он был уволен, спустя полгода. На 2023 год ведёт адвокатскую деятельность.

## В массовой культуре
- Документальный фильм «Бритоголовые» из цикла «Криминальные хроники» (2012)